# Viskenij

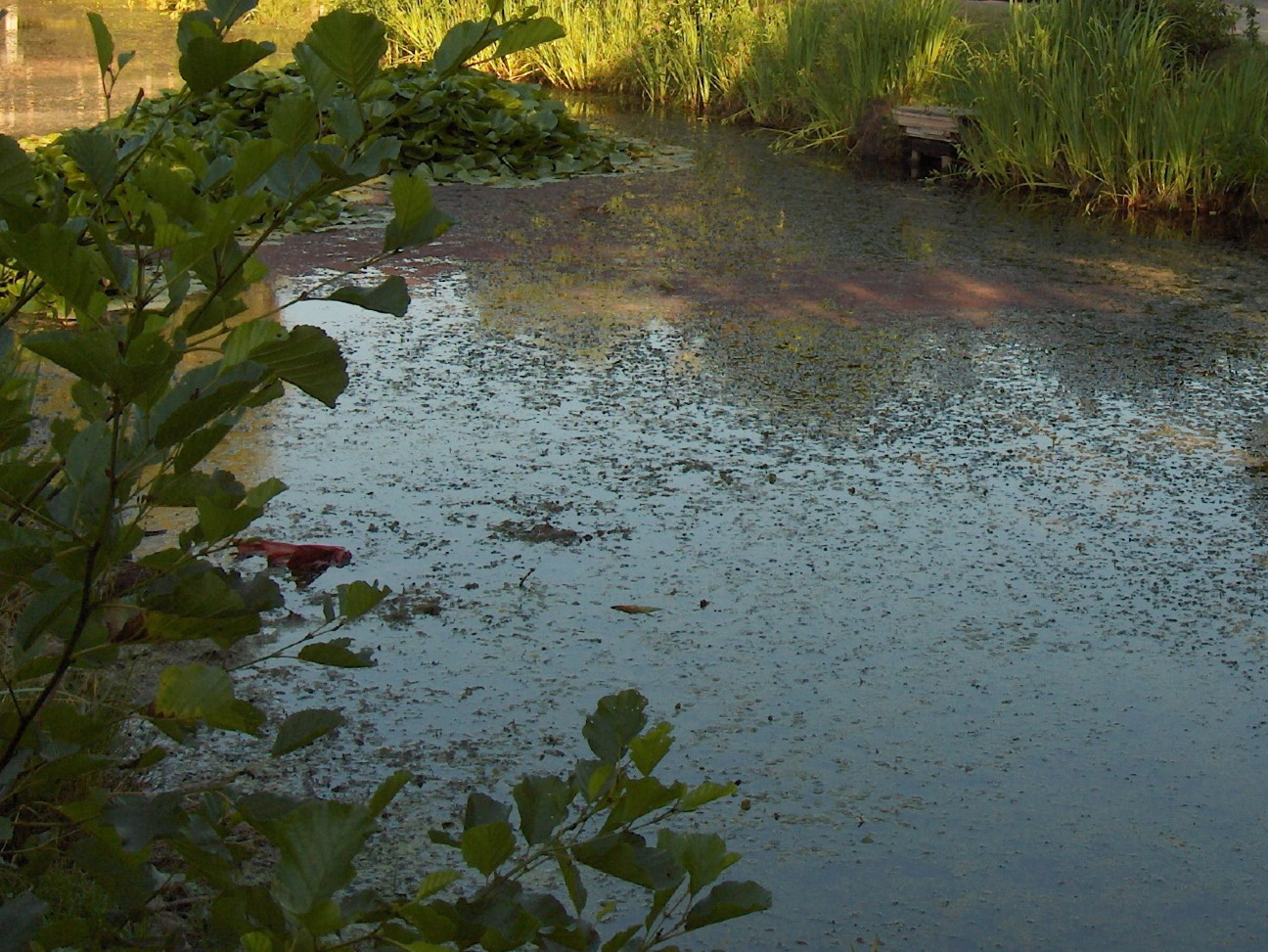
Het viskenij in Onderdendam (dicht begroeid met waterpest)

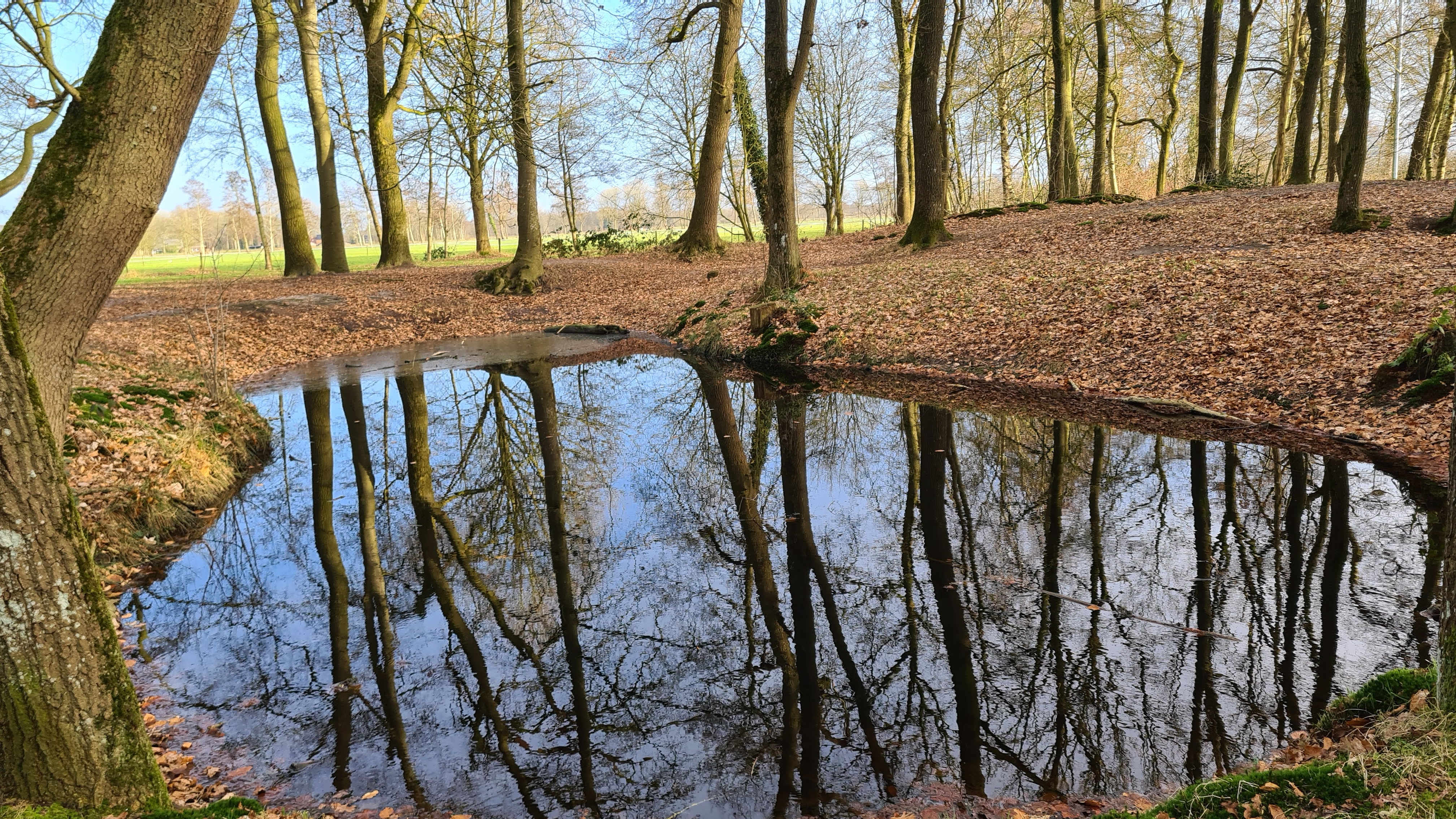
2022 Viskenij bij de Coendersborch in Nuis

Een viskenij is de Groningse benaming voor een visvijver, een bewaarplaats voor verse vis.
Vroeger bestond er nog geen vrieskist. De vis werd levend bewaard in het viskenij. Geregeld ging het visnet door de vijver om over verse vis te beschikken. 
Eeuwen geleden had vrijwel elk Gronings dorp een viskenij. In de loop der tijd zijn ze verdwenen.
Voor ij moet "water" worden gelezen (vgl. het IJ bij Amsterdam). Het woord zou kunnen worden 'vertaald' als viswater of visserij.

## Lokaties
In Onderdendam is, achter het voormalige waterschapshuis, nog zo'n viskenij aanwezig.
In Oostwold is een viskenij aanwezig bij het binnenrijden van het dorp vanuit de richting Midwolda.
Ook het woonzorgcentrum van Baflo draagt deze naam, omdat het dicht bij de plek van zo'n vijver is gebouwd.
In Nuis is op het landgoed Coendersborch is een viskenij aanwezig.